# Gulf Shores

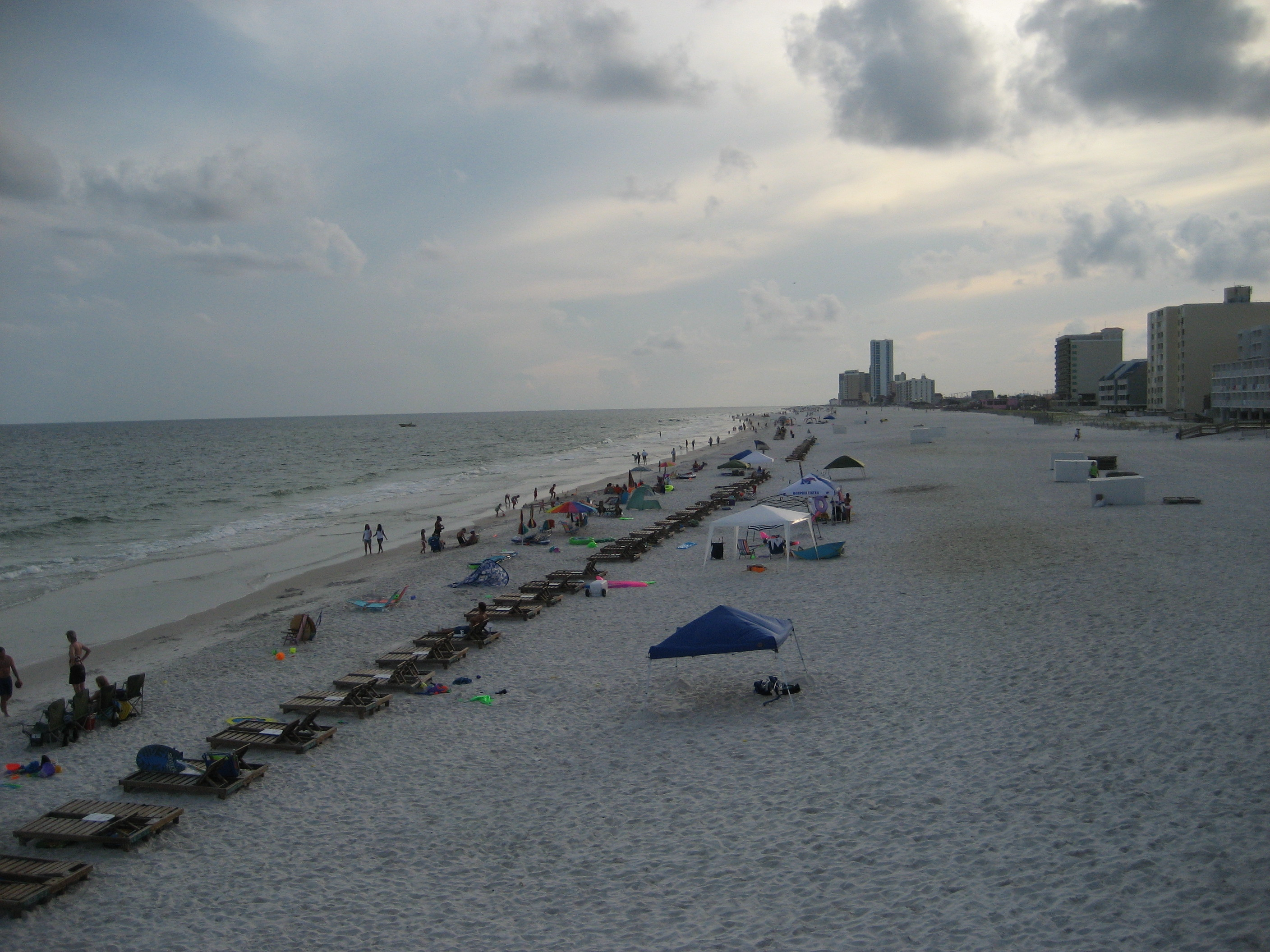
Het strand van Gulf Shores

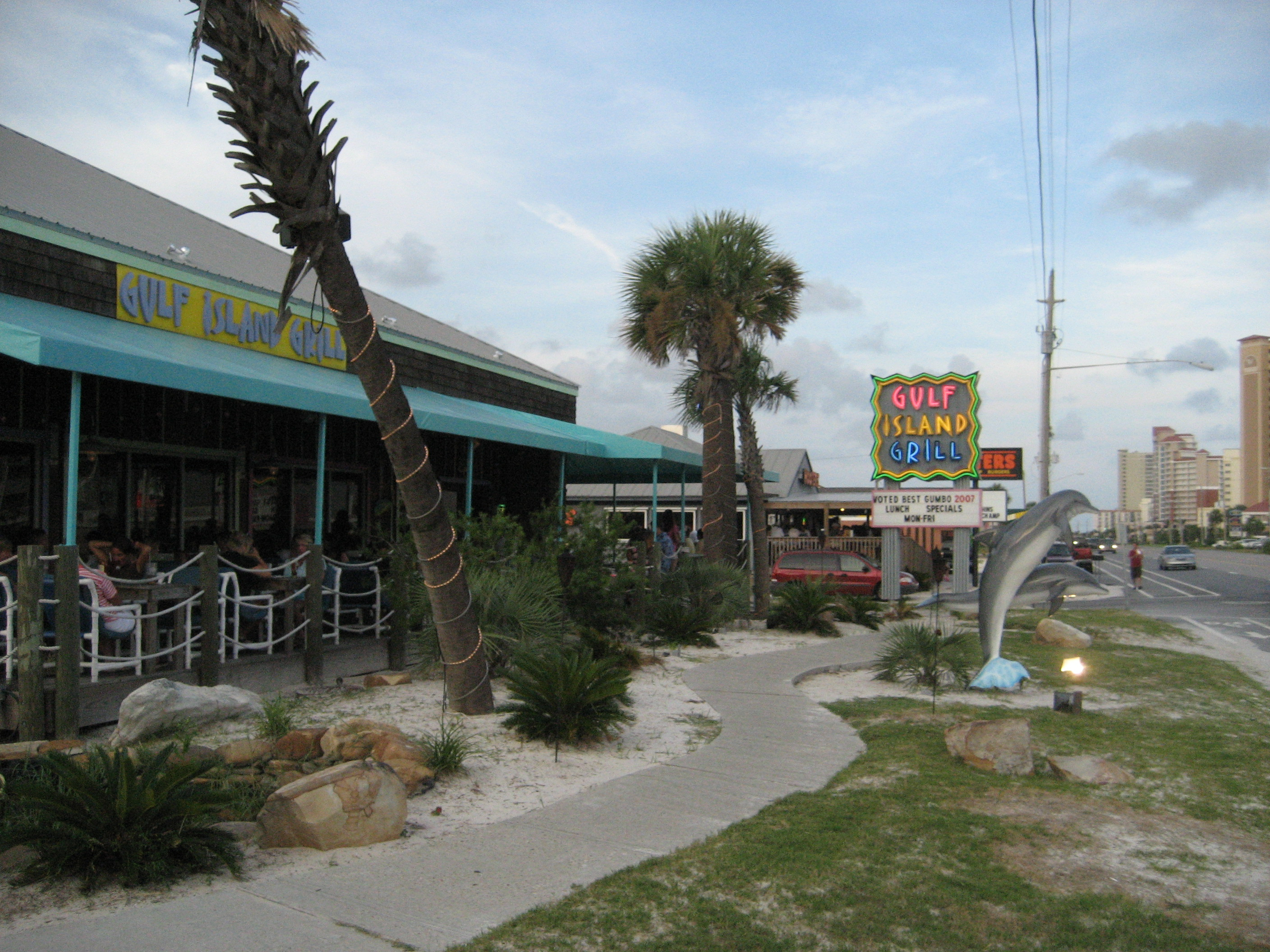
Gulf Shores

Gulf Shores is een plaats (city) in de Amerikaanse staat Alabama, en valt bestuurlijk gezien onder Baldwin County.

## Demografie
Bij de volkstelling in 2000 werd het aantal inwoners vastgesteld op 5044.
In 2006 is het aantal inwoners door het United States Census Bureau geschat op 8814, een stijging van 3770 (74,7%).

## Geografie
Volgens het United States Census Bureau beslaat de plaats een oppervlakte van
59,6 km², waarvan 47,6 km² land en 12,0 km² water. Gulf Shores ligt op ongeveer 2 m boven zeeniveau.

## Plaatsen in de nabije omgeving
De onderstaande figuur toont de plaatsen in een straal van 32 km rond Gulf Shores.